# John Campbell, 5. vévoda z Argyllu
John Campbell, 5. vévoda z Argyllu (John Campbell, 5th Duke of Argyll, 5th Marquess of Kintyre and of Lorne, 5th Earl of Campbell and of Cowall, 1st Baron Sundridge) (1723 – 24. května 1806, Inveraray Castle, Skotsko) byl skotský šlechtic, britský generál a politik. Od mládí sloužil v armádě a zúčastnil se dynastických válek 18. století, souběžně byl dlouholetým poslancem Dolní sněmovny. V roce 1770 po otci zdědil titul vévody z Argyllu a ve vojsku nakonec dosáhl hodnosti polního maršála (1796).

## Životopis

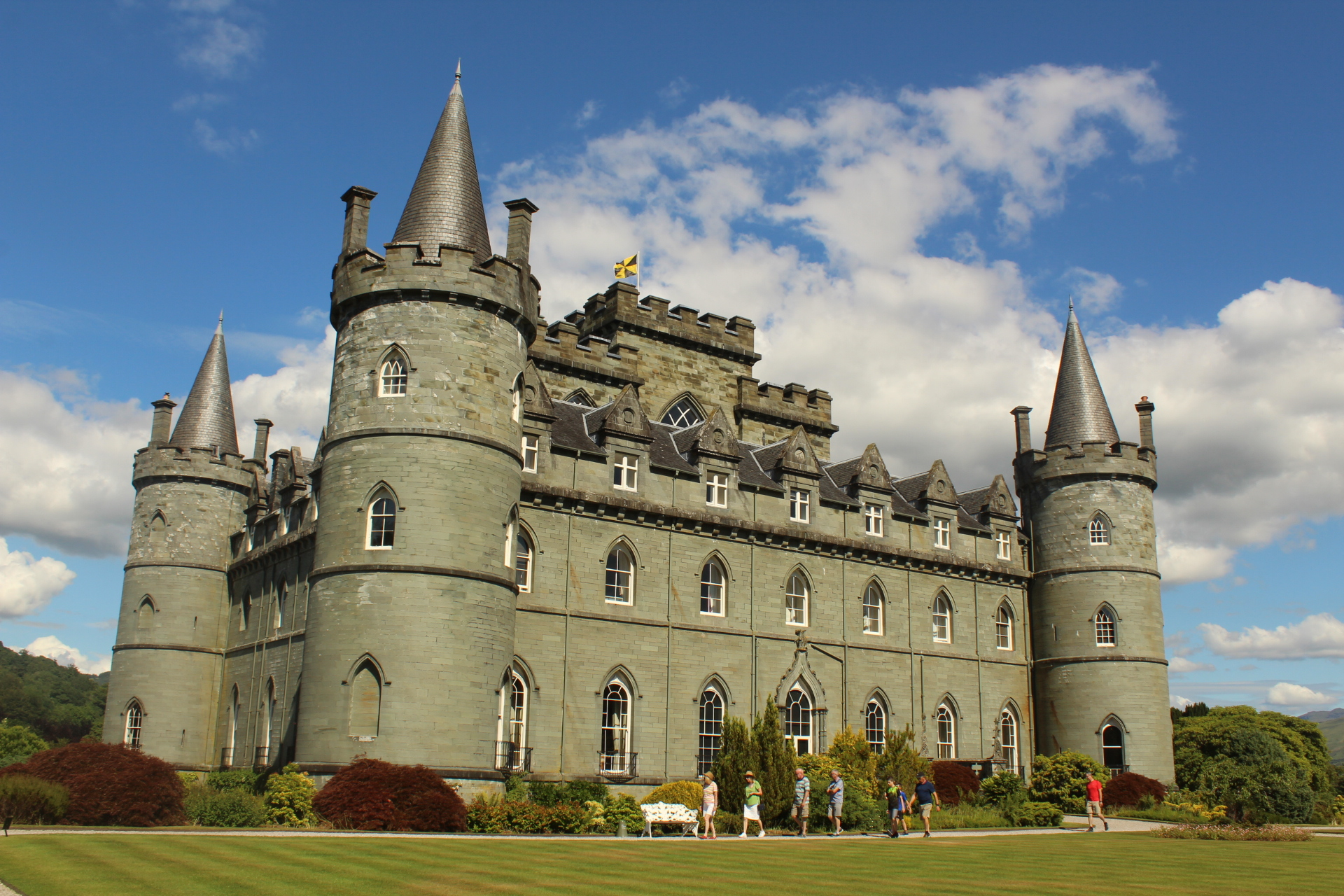
Zámek Inveraray Castle, hlavní sídlo vévodů z Argyllu

Pocházel ze starobylého skotského clanu Campbellů, byl starším synem 4. vévody z Argyllu. Patřil k mladší linii vévodů z Argyllu, titul vévody zdědil jeho otec až v roce 1761 po vzdálenějším příbuzenstvu. Studoval v Londýně a již v roce 1739 vstoupil do armády v hodnosti podporučíka. Za války o rakouské dědictví bojoval v Nizozemí, později se ve Skotsku zúčastnil tažení proti poslednímu jakobitskému povstání (1745–1746), bojoval v bitvě u Falkirku a pod velením vévody z Cumberlandu v bitvě u Cullodenu. Mezitím rychle postupoval v hodnostech (kapitán 1741, major 1743, podplukovník 1745). Od roku 1749 sloužil v Irsku a v letech 1755–1759 byl v hodnosti plukovníka pobočníkem krále Jiřího II. V roce 1759 dosáhl hodnosti generálmajora.
Kromě vojenské kariéry od mládí zároveň zasedal v Dolní sněmovně. V letech 1744–1761 byl poslancem za město Glasgow, poté v letech 1765–1766 zastupoval v parlamentu přístav Dover, v politice patřil k whigům. Od roku 1761 jako otcův dědic užíval titulu markýz z Lorne a v roce 1766 byl s titulem britského barona Sundridge uveden do Sněmovny lordů. Po otci zdědil v roce 1770 titul vévody z Argyllu (ten platil pouze pro Skotsko). Mezitím nadále sloužil v armádě, od roku 1761 byl generálporučíkem a v letech 1767–1778 zastával funkci vrchního velitele ve Skotsku. V roce 1778 při odchodu z aktivní služby obdržel hodnost generála. Po otci převzal také čestnou funkci viceadmirála pro západní Skotsko (1770–1806) a v letech 1782–1806 byl velitelem skotských královských gard. V této době pobýval trvale na hlavním rodovém sídlu Inveraray Castle ve Skotsku, kde se věnoval zefektivňování zemědělství. V armádě nakonec dosáhl nejvyšší hodnosti polního maršála (1796). V letech 1794-1800 byl lordem-místodržitelem v hrabství Argyllshire.
Jeho manželkou byla od roku 1759 Elizabeth Gunning (1733–1790), dcera plukovníka Johna Gunninga a vdova po 6. vévodovi z Hamiltonu. Z jejich manželství pocházelo pět dětí, nejstarší syn George Campbell, hrabě z Campbellu (1763–1764), zemřel v dětském věku. Dědicem titulů se stal druhorozený syn George Campbell, 6. vévoda z Argyllu (1768–1839), který dvakrát zastával funkci lorda nejvyššího hofmistra Spojeného království. Zemřel bez potomstva a dalším nositelem rodových titulů byl nejmladší syn John Douglas Campbell, 7. vévoda z Argyllu (1777–1847). Dcera Charlotte (1775–1861) byla provdaná za kněze Edwarda Johna Buryho, proslula jako spisovatelka a autorka často citovaného deníku z dvorského prostředí první poloviny 19. století.